# Emmerdale
Emmerdale ou Emmerdale Farm (jusqu'en 1989) est un soap opera britannique créé par Kevin Laffan et diffusé depuis le 16 octobre 1972 sur ITV.
Il est à ce jour le troisième feuilleton britannique le plus ancien.
Ce feuilleton est inédit dans les pays francophones.

## Synopsis
Ce feuilleton suit la vie des habitants du village fictif d'Emmerdale (Beckindale jusqu'en 1994) dans le Yorkshire de l'Ouest, en Angleterre.

## Distribution
- Christopher Chittell : Eric Pollard (1986- )
- Deena Payne : Viv Hope (1993-1997, 1998-2008, 2009 - )
- Isabel Hodgins : Victoria Sugden (1994- )
- Paula Tilbrook : Betty Eagleton (1994-2003, 2004- )
- Steve Halliwell : Zak Dingle (1994-2002, 2003- )
- Billy Hartman : Terry Woods (1995- )
- James Hooton : Sam Dingle (1995-1998, 2000- )
- Kelvin Fletcher : Andy Sugden (1996- )
- Jane Cox : Lisa Dingle (1996- )
- Mark Charnock : Marlon Dingle (1996- )
- John Middleton : Ashley Thomas (1996- )
- Jane Cameron : Sophie Wright (1996-1997)
- Dominic Brunt : Paddy Kirk (1997- )
- Eden Taylor-Draper : Belle Dingle (1998- )
- Elizabeth Estensen : Diane Sugden (1999- )
- Andy Devine (en) : Shadrach Dingle (2000-2001, 2002, 2003- )
- Jeff Hordley : Cain Dingle (2000-2006, 2009- )
- Emma Atkins : Charity Tate (2000-2005, 2009- )
- Michelle Hardwick : Vanessa Woodfield (2012- )
- Shirley Stelfox : Edna Birch (2000-2015)
- Tony Audenshaw : Bob Hope (2000- )
- Patrick Mower : Rodney Blackstock (2000- )
- Nicola Wheeler : Nicola De Souza (2001-2006, 2007- )
- Sammy Winward : Katie Sugden (2001-2005, 2006- )
- Lucy Pargeter : Chas Dingle (2002, 2003-2005, 2006- )
- Charlotte Bellamy : Laurel Thomas (2002-2004, 2005-2009, 2010- )
- Charley Webb : Debbie Dingle (2002, 2003-2010)
- Meg Johnson (en) : Pearl Ladderbanks (2003- )
- Charlie Hardwick : Val Pollard (2004- )
- Tom Lister : Carl King (2004- )
- Nick Miles : Jimmy King (2004- )
- Phillipa Peak : Effie Harrison (2005)
- Freddie Jones : Sandy Thomas (2005-2008, 2009- )
- Alex Carter : Jamie Hope (2006-2010 )
- Joseph Gilgun : Eli Dingle (2006–2010)
- Matthew Wolfenden : David Metcalfe (2006–)
- Linda Thorson : Rosemary King (2006–2007)
- Michael Jayston : Donald de Souza (2007–2008)
- Kelsey-Beth Crossley : Scarlett Nicholls (2007–)
- Duncan Preston : Douglas « Doug » Potts (2007–)
- Sian Reese-Williams : Genesis Walker (2008–)
- Lesley Dunlop : Brenda Walker (2008–)
- Rokhsaneh Ghawam-Shahidi : Leyla Harding (2008–)
- Danny Miller : Aaron Livesy (2008–)
- Ryan Hawley : Robert Sugden (2014–)
- Amanda Donohoe : Natasha Wylde (2009–)
- Oscar Lloyd : Will Wylde (2009–)
- Alice Coulthard : Maisie Wylde (2009–)
- Lyndon Ogbourne : Nathan Wylde (2009–)
- Kim Thomson : Faye Lamb (2009–)
- Kitty McGeever : Lizzie Lakely (2009–)
- James Sutton : Ryan Lamb (2009–)
- James Thornton : John Barton (2009–)
- Natalie J. Robb : Moira Barton (2009–)
- Adam Thomas : Adam Barton (2009–)
- Sophie Powles : Holly Barton (2009–2016)
- Grace Cassidy : Hannah Barton (2009–2012)
- Siân Reeves : Sally Spode(2009–2010)
- Chris Bisson : Jai Sharma (2009–)
- Rik Makarem : Nikhil Sharma (2009–)
- Peter Cartwright : George Postlethwaite (2000–2010)
- Lily Jane Stead : Kayleigh Gibbs (2005–2006, 2007, 2008, 2009–)
- Sophia-Amber Moore : Sarah Sugden (2005)
- Charley Webb : Debbie Dingle (2002, 2003–2010)
- George Costigan : Charlie Haynes[1] (2010- )
- Jason Merrells : Declan (2010–2014)
- Marc Silcock : Jackson Walsh[2] (2010–2011)
- Suzanne Shaw : Eve Birch (2001–2002, 2006, 2010–)
- Zoe Henry : Rhona Goskirk (2001, 2002, 2010–)
- Richard Thorp : Alan Turner (1982–2009, 2010–)
- Alicya Eyo : Ruby Haswell (2011–2015)
- Michael Praed : Franck Clayton (2016–)
- Nina Toussaint-White : Angie Bailey (2016–)
- Isobel Steele : Olivia Flaherty (2016–2019)
- Paige Sandhu : Meena Jutla (2020–2022)

## Réception
Emmerdale est le troisième soap opera le plus populaire au Royaume-Uni, après Coronation Street et EastEnders.[réf. nécessaire]

## Distinctions

### Nominations
- British Academy Television Awards 2008 : meilleur feuilleton dramatique
- British Academy Television Awards 2009 : meilleur feuilleton dramatique
- British Academy Television Awards 2013 : meilleur feuilleton dramatique